# Iglesia de San Martín de Tours (Cigüenza)
Para ver otras iglesias bajo la misma advocación, véase Iglesia de San Martín.
La iglesia de San Martín de Tours sita en el municipio de Alfoz de Lloredo, (Cantabria, España) es un templo católico que fue construido a mediados del siglo XVIII en estilo barroco.

## Historia
El indiano Juan Antonio de Tagle-Bracho, nacido en esta localidad de Cigüenza y que marchó a Perú, dio la orden en 1743 de que se emprendiera la construcción de este templo. Tagle Bracho fue Prior del Consulado de Lima. Nombrado Caballero de Calatrava, fue el primer conde de la Casa Tagle de Trasierra. Este indiano remitió desde Perú fondos para que se construyera un gran templo en su localidad natal. La construcción es obra del maestro de cantería Francisco Rubín de Colombres.
Fue declarada Bien de Interés Cultural en el año 1992.

## Descripción

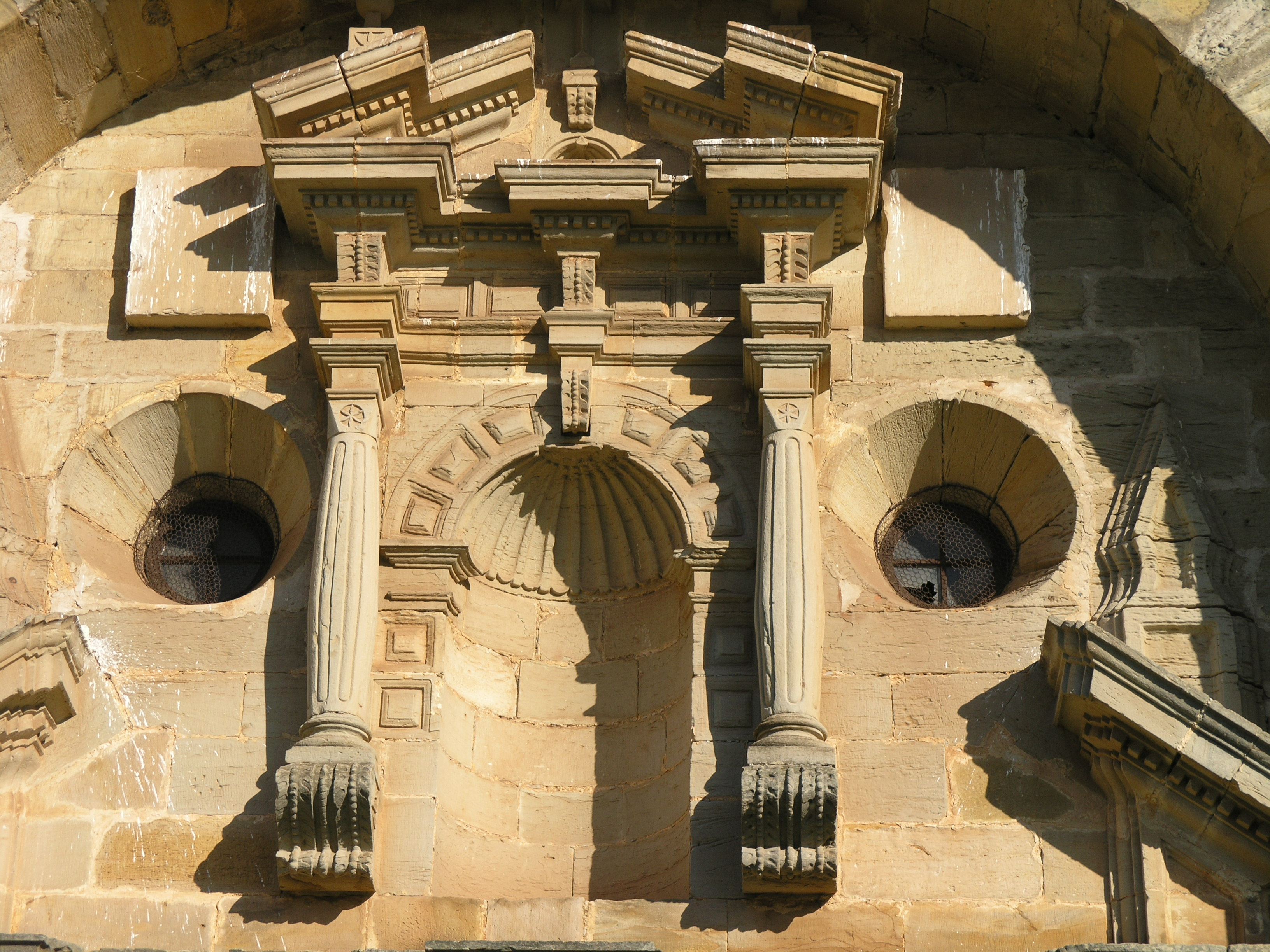
Portada principal (detalle): frontón partido, con hornacina y óculos a los lados

Es un edificio barroco en el que se notan las influencias del barroco colonial, en concreto del peruano. Toma como modelo la iglesia de las Capuchinas de Lima. Está construida en piedra de sillería. Tiene planta de cruz latina y una sola nave. Sobre el crucero hay una cúpula sobre pechinas. Destaca de esta iglesia su fachada occidental, con dos grandes torres cuadradas que enmarcan una portalada. Las torres están rematadas por pirámides de piedra, con balaustrada y pináculos. La portada principal tiene un arco, frontón partido y dos óculos o vanos circulares. Y toda ella queda bajo otro gran arco de medio punto. En la fachada sur hay otra portalada de estilo semejante.
Se remata con un ábside cuadrangular en el que hay dos sacristías o capillas. Tanto el ábside como la nave están cubiertas con bóveda de crucería, con terceletes y combados. En su interior tienen tres retablos rococó, de finales del siglo XVIII, sin policromar. Hay también un retrato sobre lienzo del fundador.

## Galería de imágenes

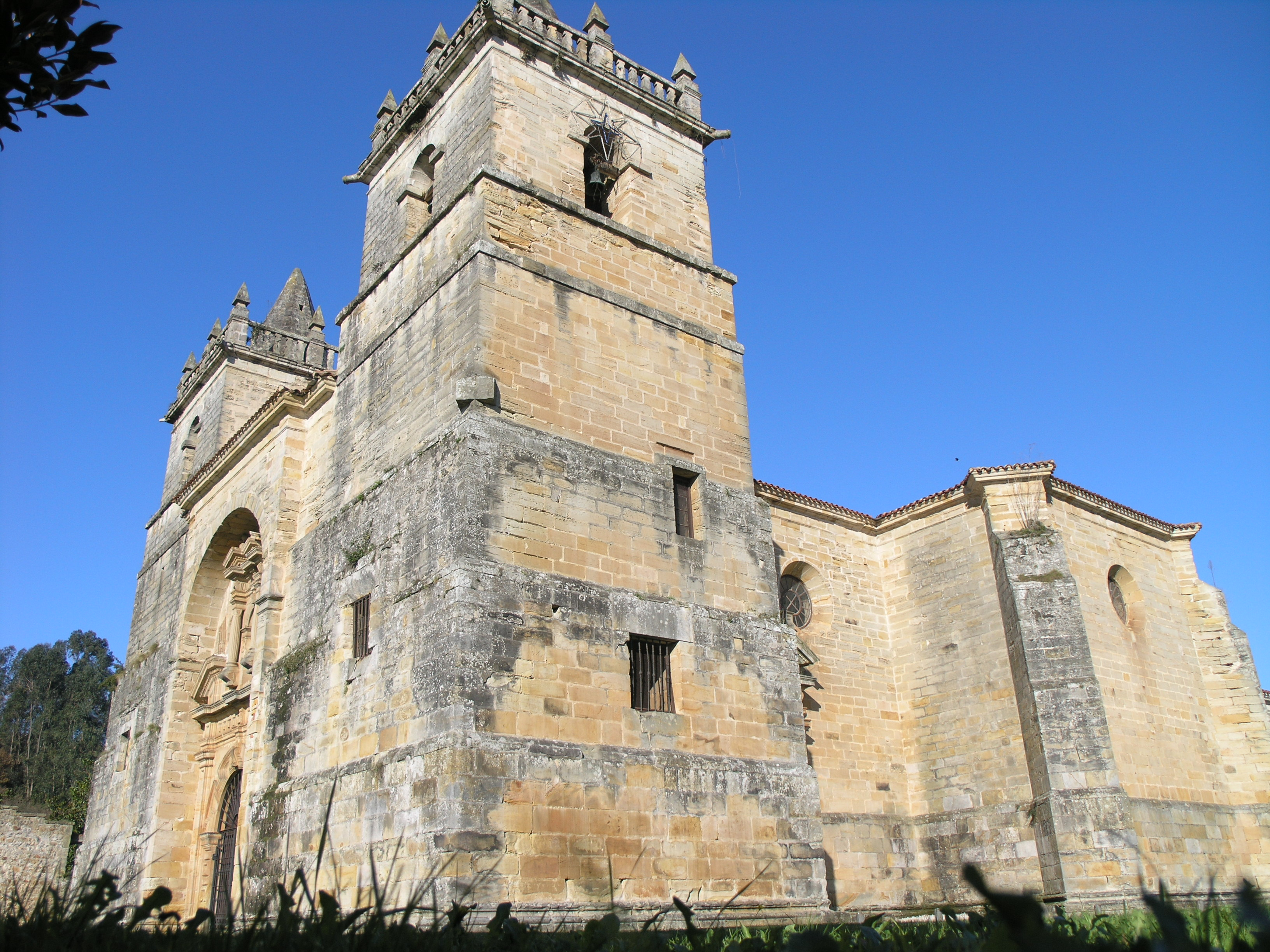
Vista desde el sur-oeste.
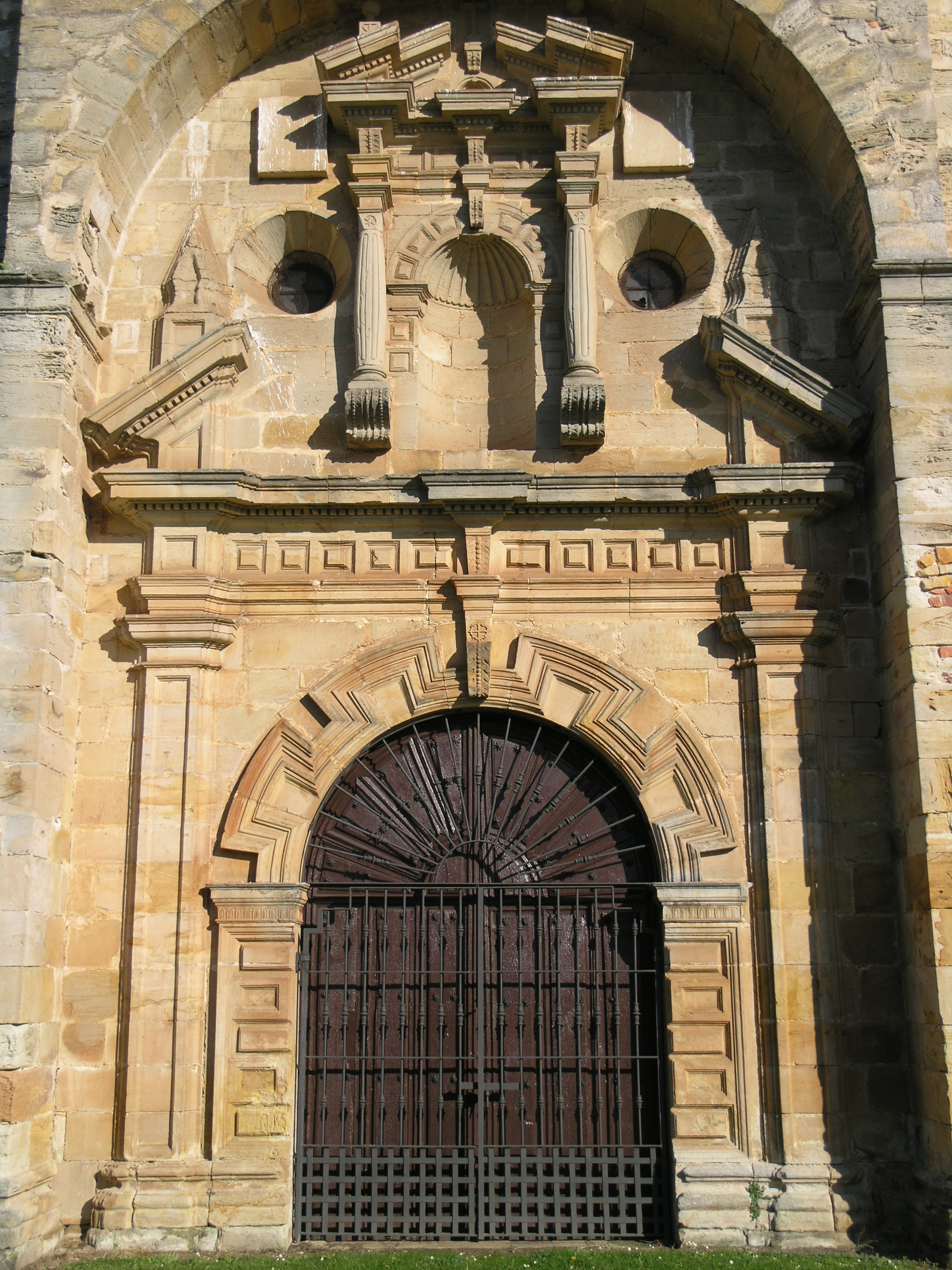
Portada principal, al oeste.
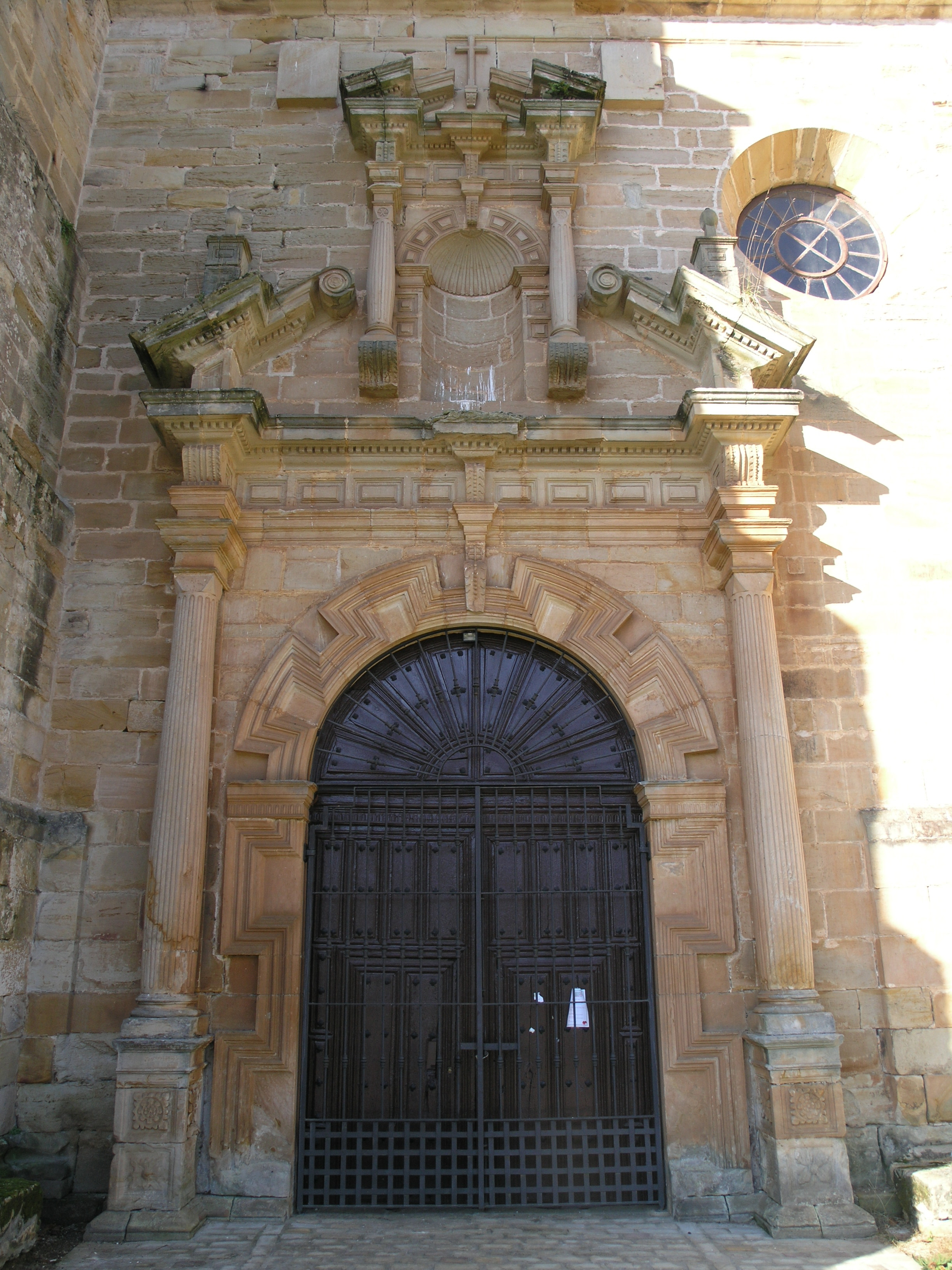
Portada en el muro sur.